# Museo de la Revolución en la Frontera
Il Museo de la Revolución en la Frontera (chiamato anche Museo dell'ex Dogana o MUREF), è un museo statale situato a Ciudad Juárez, nello stato di Chihuahua, in Messico.
Il museo ha lo scopo di far conoscere le varie tappe della Rivoluzione messicana ad opera di Pancho Villa e delle vicissitudini che ne seguirono, quali il nazionalismo messicano al confine; il Comitato Organizzatore del Partito Liberale Messicano e la transizione all'anarchismo; il trionfo del Maderismo a Ciudad Juárez; le radicalizzazione della lotta, attraverso un'esposizione permanente di fotografie, oggetti personali, armi, modelli in scala e documenti d'epoca.

## Storia

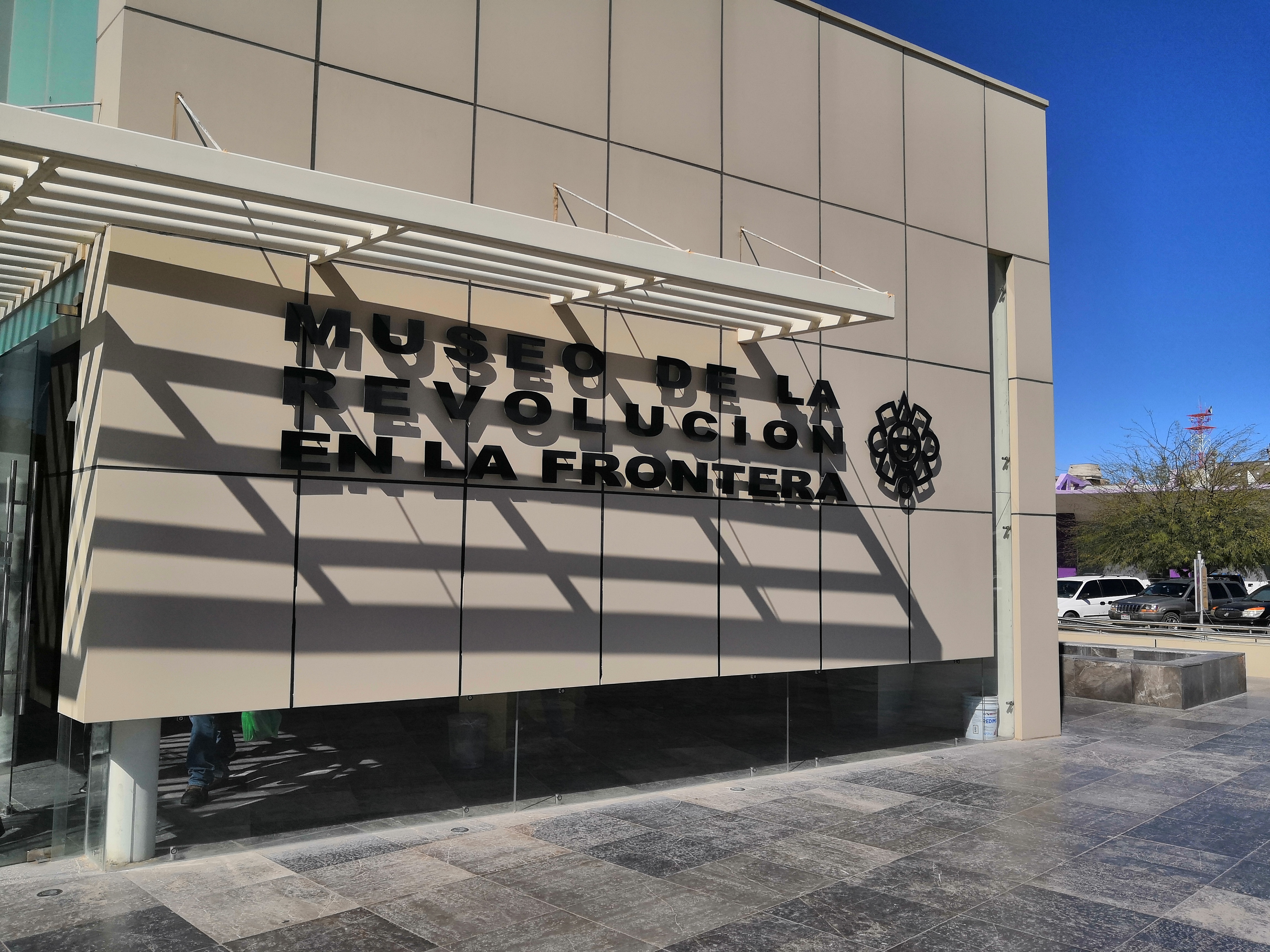
Il nuovo ingresso al museo dal 2011

L'edificio dell'antica dogana di Ciudad Juárez (Dogana Fronteriza) fu costruito tra il 1885 e il 1888. Venne inaugurato il 10 settembre 1889, alla presenza del rappresentante personale di Porfirio Díaz, il colonnello Miguel Ahumada e del governatore Lauro Carrillo. Quando ancora funzionava come dogana, il 16 ottobre 1909, vi si tenne il colloquio tra i presidenti del Messico e degli Stati Uniti Porfirio Díaz e William H. Taft. Nel 1911 furono firmati i trattati di pace di Ciudad Juárez, che posero fine al conflitto armato Maderista. Francisco I. Madero installò in una stanza il suo ufficio come presidente provvisorio del Messico. Nel 1913 fu la caserma del generale Francisco Villa e nel 1914 la divenne presidenza provvisoria quando ricevette nelle sue strutture il governo rivoluzionario di Venustiano Carranza. Divenuto ormai obsoleto per via dell'aumento del commercio, venne chiuso nel 1965, il 22 novembre 1975; attraverso il Diario Oficial de la Federación, DOF ("Gazzetta Ufficiale della Federazione"), fu decretato che l'edificio fosse trasferito al governo statale e ceduto alla Segreteria del Patrimonio Nazionale per essere utilizzato per l'istituzione di un museo. Nell'aprile del 1983 fu firmato un accordo per il restaurarlo e la trasformazione in un museo e centro culturale. Il 18 luglio 1990, attraverso un accordo tra il governo municipale e quello statale e l'Istituto Nazionale di Antropologia e Storia (INAH), è stato inaugurato come "Museo Storico di Ciudad Juárez". Nel luglio 1990, è stato riaperto come "Antico Museo delle Dogane di Ciudad Juárez". Nella ristrutturazione dell'edificio per il nuovo progetto museale, centinaia di privati cittadini, hanno contribuito con documenti, abiti e armi dell'epoca. Il 20 maggio 2011 dopo un ennesimo restauro, il museo è stato nuovamente riaperto come Museo de la Revolución en la Frontera (MUREF), costruendo una nuova entrata sul retro dell'edificio, con accesso diretto dal parcheggio.

## Sede

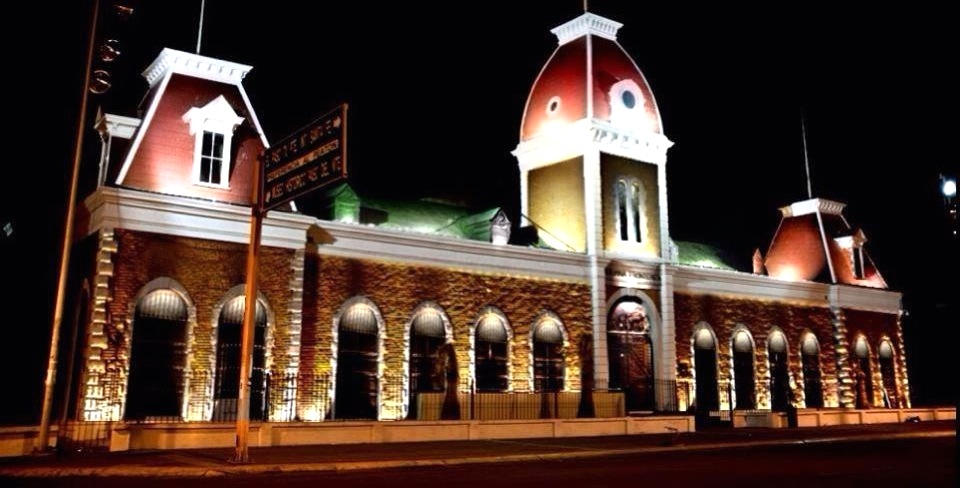
Vista notturna del museo nel 2014

L'edificio che occupa il Museo de la Revolución en la Frontera, nelle vicinanze della Mission de Guadalupe, è uno dei monumenti più rappresentativi della città. Si tratta di un edificio unico, con uno stile architettonico ibrido che incorpora un tocco francese del XIX secolo. La Dogana Fronteriza fu progettata dall'architetto americano George E. King e costruita dall'ingegnere Manuel Garfias, con il sostegno del governo federale nel 1885. Fu inaugurata il 10 settembre 1889, con lo scopo di effettuare il controllo amministrativo e fiscale. Quando avvenne l'intervista tra Porfirio Díaz e Díaz-Taft, nel 1909, l'aspetto cupo della Dogana si trasformò in un lusso apparente, poiché il patio centrale fu coperto con lamiere sbalzate e soffitto a cassettoni importato dalla Francia, furono posti sei pilastri come elementi decorativi e le pareti furono intonacate, a cui furono aggiunti medaglioni e affreschi con rappresentazioni di nature morte nella parte superiore delle porte. Sul soffitto vennero installati lampadari in vetro intagliato provenienti dall'Austria.

## Collezioni
Il museo è suddiviso in undici sale tematiche principali, il percorso si svolge in senso antiorario, anche se è possibile passare da una sala all'altra a piacimento, le sale sono così distribuite:
- Sala 1: El Nacionalismo Mexicano en la Frontera (Nazionalismo messicano al confine)
- Sala 2: La junta organizadora del Partido Liberal Mexicano y la transición al anarquismo (Comitato Organizzatore del Partito Liberale Messicano e la transizione all'anarchismo)
- Sala 3: El Triunfo del Maderismo (Trionfo del Maderismo a Ciudad Juárez)
- Sala 4: La Radicalización de la Lucha (Radicalizzazione della lotta)
- Sala 5: Pancho Villa
- Sala 6: La Revolución de la Mirada (La rivoluzione dello sguardo)
- Sala 7: La Frontera como Escenario (La frontiera come scenario)
- Sala 8: Imaginarios (Immagini e consuetudini di confine)
- Sala 9: La Aduana Fronteriza (La Dogana di Frontiera)
- Sala esposizioni temporanee
- Sala conferenze

L'ingresso al museo è gratuito.

## Attività culturali
Il museo conta con una sala per esposizioni temporanee, una sala conferenze, visite guidate per scolaresche e pubblico in generale, dispone inoltre di un Cine-Club, che realizza mensilmente proiezioni di film, con una tematica sempre differente, altre attività differenti vengono proposte la domenica.

## Altre risorse
- Garita de los Metales
- Ciudad Juárez
- Chihuahua (stato)
- Centro Municipal de las Artes